# U-Bahnhof Jardim Zoológico

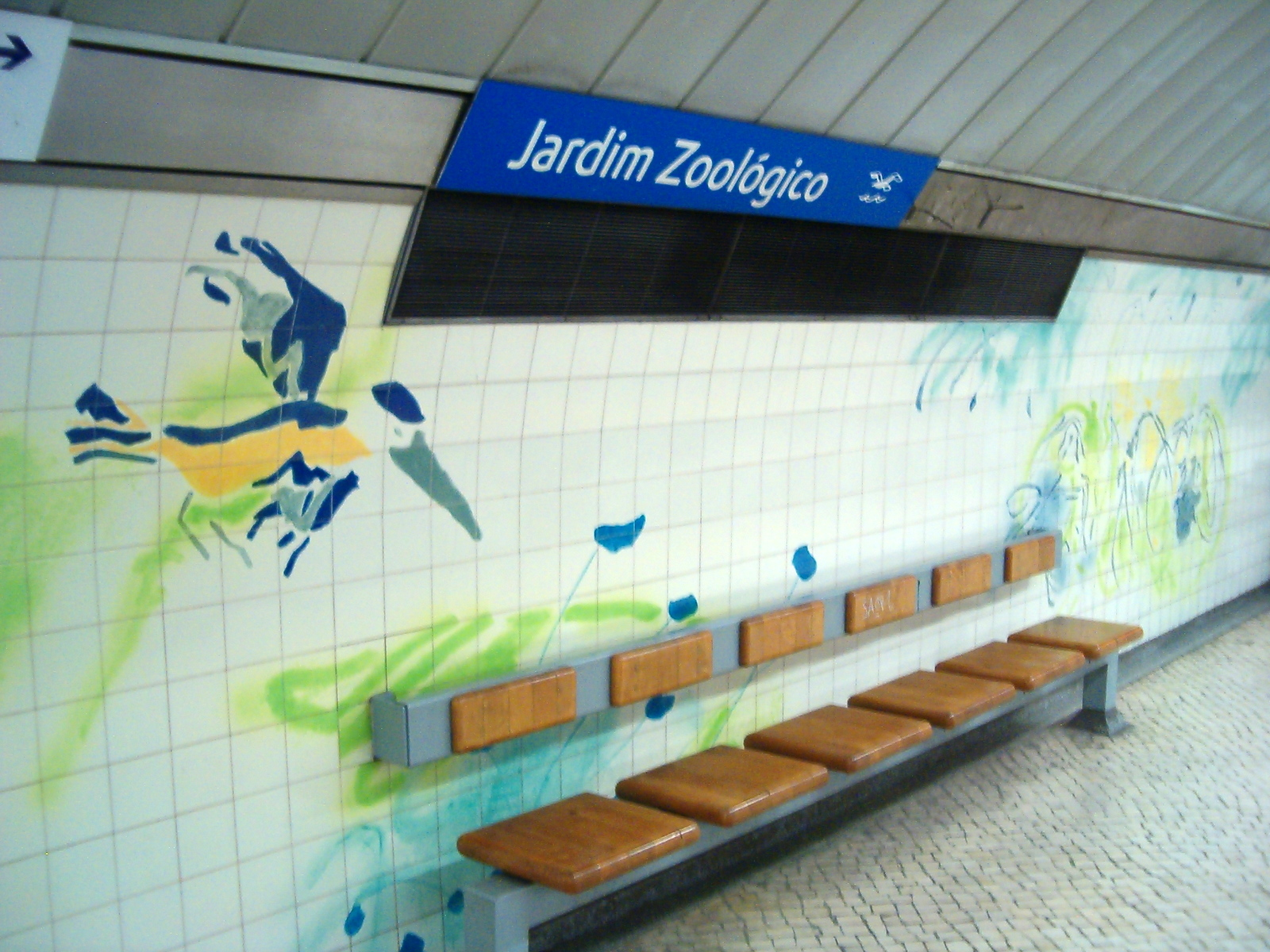
Zahlreiche Tiermotive zieren den U-Bahnhof Jardim Zoológico

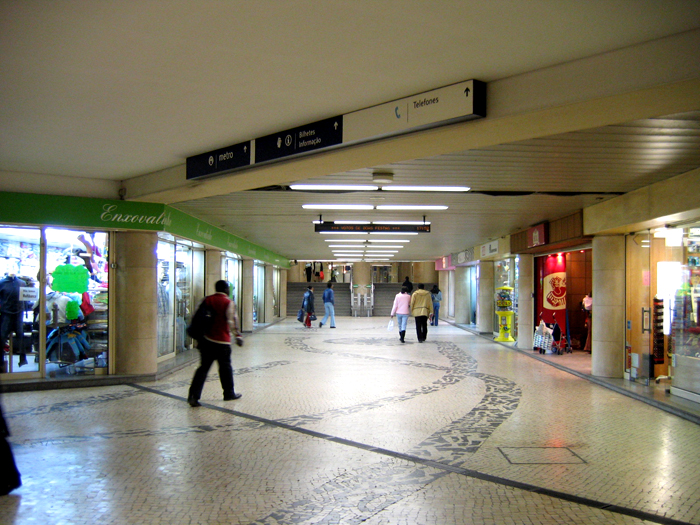
Verbindungstunnel vom U-Bahnhof zum Bahnhof Sete Rios der portugiesischen Eisenbahnen

Jardim Zoológico – bis 1998 Sete Rios – ist ein U-Bahnhof der Linha Azul der Metro Lissabon, dem U-Bahn-Netz der portugiesischen Hauptstadt. Der Bahnhof befindet sich unter dem Platz Praça General Humberto Delgado und nördlich der Eisenbahnstrecke Linha de Cintura in der Stadtgemeinde São Domingos de Benfica. Die Nachbarstationen des Bahnhofes sind Laranjeiras und Praça de Espanha. Der Bahnhof ging am 29. Dezember 1959 als einer der elf Bahnhöfe des Lissabonner Ursprungnetzes in Betrieb. Zusammen mit der Station der REFER, die abweichend zum U-Bahnhof den Namen Sete Rios trägt, und dem Busterminal der Rede Expressos, stellt der Bahnhof einen wichtigen Verkehrsknoten in der portugiesischen Hauptstadt dar.

## Geschichte
Den heutigen Bahnhof Jardim Zoológico, damals noch unter dem Namen Sete Rios, eröffneten Lissabonner Stadtverwaltung und die Betreibergesellschaft Metropolitano de Lisboa am 29. Dezember 1959. Sete Rios war zu der Zeit einer der drei Endbahnhöfe des damals noch lediglich 6,5 Kilometer kleinen Netzes. Der Streckenast von Sete Rios verband sich am Bahnhof Rotunda mit dem von Entre Campos kommenden Zweig und führte dann zum innerstädtischen Endbahnhof Restauradores.
Für den Entwurf des Bahnhofes zeichnete João Falcão e Cunha verantwortlich, er entwarf die üblichen zwei 70 Meter langen und 4,20 Meter breiten Seitenbahnsteige, die beide in eine nördliche und eine südliche Zugangshalle führten, wobei letztere damals noch nicht zur Eisenbahn führte. Maria Keil war wiederum – wie bei den meisten Lissabonner U-Bahnhofstationen – für die Ausgestaltung verantwortlich. Sie verwendete Azulejos, deren einziges Motiv ein kleiner, brauner Viertelkreis mit abwechselnd gelben, grünen oder blauen Rahmen war.
Die Funktion eines Endbahnhofes besaß Sete Rios fast dreißig Jahre lang, da während des Portugiesischen Kolonialkriegs die Wirtschaft stagnierte und ein Ausbau der städtischen Untergrundbahn finanziell nicht zu leisten war. Ab Oktober 1988 aber fuhren die Züge der Metro ab Sete Rios weiter bis Colégio Militar/Luz.
Im Zuge des Ausbaus der Metro in den 1980er und den 1990er Jahren rückte die Verknüpfung der U-Bahn mit den Vorortlinien der staatlichen Eisenbahngesellschaft Caminhos-de-ferro Portugueses (CP) in den Vordergrund, sodass unter anderem dies zum Anlass genommen wurde, den U-Bahnhof Sete Rios komplett zu erneuern. Der Umbau, der unter Leitung des Architekten Benoliel de Carvalho erfolgte, schloss unter anderem den Bau von Verbindungsgängen zum oberirdischen Bahnhof der Eisenbahn und die Verlängerung der Bahnsteige auf 105 Meter ein. Die von Keil entworfenen Azulejos in der Südhalle blieben erhalten, den Bahnhof selbst gestaltete der Künstler Júlio Resende  komplett um. Resende, der sich von seinen zahlreichen Reise nach Brasilien inspirieren ließ, entwarf in Anlehnung an den unmittelbar neben dem Bahnhof liegenden Zoologischen Garten zahlreiche Tiere und Pflanzen für die Bahnsteigwände. Seit der offiziellen Wiedereröffnung am 25. Juli 1995 gesellen sich seitdem unter anderem Papageien, Walrosse, Hirsche und Zebras neben die wartenden Fahrgäste. 1998 benannte die Betreibergesellschaft Metropolitano de Lisboa zahlreiche Bahnhöfe um, seitdem trägt der Bahnhof Sete Rios den Namen Jardim Zoológico (Zoologischer Garten). Die damals den oberirdischen Vorortbahnhof betreibende Caminhos-de-ferro Portugueses (CP) beließ den Namen jedoch, sodass beide Stationen heute verschiedene Namen tragen.
Seitdem hat sich der Bahnhof nicht mehr wesentlich verändert. Zukünftig ist eine Ausstattung mit Aufzügen vorgesehen. Da bei der Metro Lissabon derzeit jedoch die Erweiterung der bestehenden Linien im Vordergrund steht, ist der nachträgliche Einbau derzeit kurz- bis mittelfristig nicht absehbar.

## Verlauf
Am U-Bahnhof bestehen Umsteigemöglichkeiten zu den Buslinien der Carris, zu den Fernbussen am Busterminal Sete Rios sowie den Nah- und Fernverkehrszügen der Bahngesellschaften CP Urbanos de Lisboa, Fertagus, CP Regional und CP Longo Curso (Bahnhof Lissabon Sete Rios).
| Linie | Verlauf |
| ----- | --- |
|       | Reboleira – Amadora Este – Alfornelos – Pontinha – Carnide – Colégio Militar/Luz – Alto dos Moinhos – Laranjeiras – Jardim Zoológico – Praça de Espanha – São Sebastião – Parque – Marquês de Pombal – Avenida – Restauradores – Baixa-Chiado – Terreiro do Paço – Santa Apolónia |